# Teleteatro
Teleteatro é um tipo de teledramaturgia em que atores encenam peças teatrais que são gravadas ao vivo, em frente a uma plateia, e essa encenação é transmitida como um programa de televisão.
No Brasil, os teleteatros foram as primeiras formas de teledramaturgia apresentadas na televisão. Exemplos de teleteatros famosos no Brasil são Grande Teatro Tupi, de 1957, e Sai de Baixo.
A partir dos anos 2000, com a popularização das sitcoms, os teleteatros voltaram a ser apresentados nos televisores brasileiros. Exemplos dessa nova onda de programas de teleteatro incluem #PartiuShopping e Vai que Cola.